# Sandy Valley
Sandy Valley è un census-designated place (CDP) degli Stati Uniti, situato nella Contea di Clark nello stato del Nevada. Nel censimento del 2000 la popolazione era di 1.804 abitanti.

## Storia
Sandy Valley è delimitata a est dalle ultime asperità delle Spring Mountains e a ovest dal confine di stato con la California. Sandy Valley nacque all'inizio dell'Ottocento dall'unione di cinque insediamenti minerari: Kingston, Sandy, Ripley, Mesquite e Platina.

## Geografia fisica
Secondo i rilevamenti dell'United States Census Bureau, la località di Sandy Valley si estende su una superficie di 145,1 km², tutti occupati da terre.

## Popolazione
Secondo il censimento del 2000, a Sandy Valley vivevano 1.804 persone, ed erano presenti 476 gruppi familiari. La densità di popolazione era di 14,5 ab./km². Nel territorio comunale si trovavano 811 unità edificate. Per quanto riguarda la composizione etnica degli abitanti, il 92,57% era bianco, l'1,39% era afroamericano, lo 0,61% era nativo, lo 0,72% era asiatico e lo 0,06% proveniva dall'Oceano Pacifico. Il 2,72% della popolazione apparteneva ad altre razze e l'1,94% a più di una. La popolazione di ogni razza ispanica corrispondeva al 6,49% degli abitanti.
Per quanto riguarda la suddivisione della popolazione in fasce d'età, il 25,1% era al di sotto dei 18, il 4,0% fra i 18 e i 24, il 25,3% fra i 25 e i 44, il 33,8% fra i 45 e i 64, mentre infine l'11,9% era al di sopra dei 65 anni di età. L'età media della popolazione era di 43 anni. Per ogni 100 donne residenti vivevano 101,3 maschi.